# Anders Bille (rigsmarsk)
 For alternative betydninger, se Anders Bille. (Se også artikler, som begynder med Anders Bille)
Anders Eriksen Bille (født 19. marts 1600 på Rønnovsholm i Vrejlev Sogn, død 10. november 1657) var en dansk rigsmarsk. Han var søn af Erik Jensen Bille til Rønnovsholm og hustru Mette Banner Andersdatter (1575-1614).

## Liv og gerning
Som ung var han i udenlandsk krigstjeneste. Han blev i 1626 løjtnant i hertug Bernhard af Weimars rytterregiment i Christian 4.s hær i Tyskland og i 1627 blev han ritmester. Han deltog først i Christian IVs krig i Nordtyskland 1625—27 og var blandt andet med i det korps, der under Marqvard Rantzaus befaling kæmpede under Mansfeld i Schlesien.
Efter sin hjemkomst i 1627 blev han ritmester for det ene af de fynske rytterkompagnier. I 1631 blev han lensmand på Rugaard. I 1634 overtog han den vanskelige stilling som lensmand over Øsel (Saaremaa) og beklædte den til 1642, da han efter kansleren Christen Thomesen Sehesteds anbefaling blev udnævnt til rigsmarsk og blev samtidig forlenet med Vestervig Len, som han senere, i 1650, fik ombyttet med Skanderborg Len.

### Torstensonkrigen
I december 1643 stod han ved Middelfart med den opbudte fynske og jyske styrke og skrev herfra til Lennart Torstenson om årsagen til fredsbruddet. Han besatte Snoghøjskansen, men efter gentagne angreb af Torstenson måtte skansen med hele besætningen overgive sig. Bille søgte nu at bringe hæren på Fyn i bedre orden og foretog flere angreb på Jyllands østkyst, således den 1. maj et heldigt angreb ved Kolding. Da Torstenson hen på sommeren trak sine tropper bort fra Jylland, fik Bille ordre til at gå over til Skåne, hvor den svenske general Gustaf Horn belejrede Malmø. Han søgte at lokke Gustaf Horn til et slag i åben mark, men da det ikke lykkedes, og den danske flåde under Pros Mund imidlertid var blevet slået af svenskerne, fik han i oktober ordre til at gå tilbage til Fyn. Han fik her i november ordre til at lade så mange af sine tropper som muligt forene sig med den slesvig-holstenske hær under kongens søn, ærkebiskop Frederik, for om muligt at jage den svenske oberst Carl Gustaf Wrangel ud af Nørrejylland. Anførerne kunne dog ikke blive enige om angrebsplanen, først hen i december fandt foreningen sted, og i stedet for at følge Billes mere energiske råd og straks angribe Wrangel i hans befæstede lejr ved Randers gik ærkebiskoppen mod Ribe, hvor der lå en svensk besætning; ærkebispen var nemlig bange for at vove sig for langt op med sin udisciplinerede hær, da hans instruks gik ud på især at dække marsklandene. Efter erobringen af Ribe fik ærkebispen af kongen ordre til at gå tilbage til Kolding, hvor Bille stod, men efter nogle skarpe forhandlinger mellem dem i januar 1645 opgav ærkebispen hele planen og gik tilbage til hertugdømmerne, hvorefter Bille igen gik over til Fyn.

### Mellem krigene
Efter krigen faldt Bille i fuldstændig unåde hos kongen i anledning af sine forhandlinger med den fynske adel om en hovedskat på dens egne personer og ugedagsbønder. Kongen synes endog at have villet betragte ham som udelukket af rigsrådet. Først på herredagen i marts 1646 bilagdes striden, men forholdet blev aldrig rigtig godt.
I de fredsår, der nu fulgte, var Bille optaget af det lidet taknemmelige arbejde med en reorganisation af hærvæsenet. Han var særlig ivrig for en stærkere udvikling af den nationale milits, både fodfolket og navnlig rytteriet, til hvis underhold han ville have en del af adelens og Kronens bøndergårde henlagt. Han mødte dog her stærk modstand hos adelen, der i det hele var lidet stemt for yderligere militære bevillinger og i alt fald gjorde det til en betingelse for sådanne, at de skulle blive i de provinsielle landekister til landkommissærernes rådighed. Der optoges vel lister over alt våbenført mandskab og organiseredes et nyt rytteri, udskrevet af sognene, men nogen virkelig grundig forbedring var ikke sket, da den næste krig udbrød.
Ved Frederik III’s kroning i november 1648 blev Bille slået til ridder af Elefantordenen, men forholdet mellem ham og kongen har dog næppe været særlig godt. Han var en modstander af Corfitz Ulfeldt, om han end ikke har haft nogen bestemt del i dennes fald, og stod på en meget spændt fod med Hannibal Sehested, særlig fordi denne ville bruge de norske indtægter til gavn for Norge, mens Bille for en stor del ønskede at dække udgifterne til den danske milits med dem.

### Karl Gustav-krigene
Da krigen mod Sverige indledtes i 1657, fik Bille kommandoen over hæren i hertugdømmerne, efter sigende dog egentlig mod kongens vilje. Han savnede lige så vel som kongen blik for den fare, der truede fra Karl X Gustaf i Polen, og manglede også energi til at handle på egen hånd. Da han havde fået ordre til at angribe Bremen Stift, hvis ikke krigsrådet udtalte sig derimod, gik han i midten af juni over Elben med største delen af hæren og underkastede sig hurtig stiftet. Efterretningerne om den svenske hærs fremmarch fra Polen tvang ham dog snart til at gå tilbage til Glückstadt. Hæren koncentreredes nu i det sydvestlige Holsten for at dække marsklandene. Den kunne dog ikke holde stillingen mod de svenske, den manglede officerer, proviant og penge, og anførerne var indbyrdes uenige. For at lette provianteringen deltes hæren i to dele: rytteriet gik til Rendsborg og derfra til Frederiksodde, det sidste hævdede Bille dog var sket uden hans samtykke. Bille selv søgte først at holde Itzehoe, trak sig derefter tilbage til Glückstadt og indskibede sig endelig efter kongelig ordre til Ribe den 2. september. Herfra sejlede han omkring Jylland til Frederiksodde, der allerede belejredes af svenskerne. Ved stormen på Frederiksodde den 24. oktober fik Bille, der viste stort personligt mod, flere sår i hovedet, hans svoger Mogens Kaas søgte at bringe ham over til Fyn, men hindredes af modvind, og de faldt begge i svensk fangenskab, hvor Bille døde. Liget førtes siden af svenskerne under store æresbevisninger over til Fyn, men begravedes først den 6. november 1660 i Odense.
Bille fik skylden for krigens ulykkelige gang, og det regnede ned med de heftigste beskyldninger mod ham, ikke alene for fejhed, men endog for forræderi. Det var dog sikkert uden al grund. Krigen var begyndt letsindigt, og med den daværende danske hær ville selv med en anden hærfører end Bille sandsynligvis have trukket det korteste strå.

## Godsejer
Bille blev en stor godsejer, både på Fyn og omkring Viborg i Jylland, hvor han drev en stor studehandel.
Hans ejendomme omfattede:
- Brobygaard ved Sdr. Broby (Brobyværk)
- Højsgaard
- Løgismose ved Haarby,
- Damsbo nær Helnæs Bugt.
- Nybøllegaard ved Ringe
- Flenstofte
- Randrup Gods
- Vindum Overgaard
- Aunsbjerg Gods

Ved anlægget af våbenfabrikken Brobyværk på Fyn i 1648, der forsynede Kronen med geværer, indtil den ødelagdes af svenskerne i 1658, indlagde han sig stor fortjeneste. Værket blev drevet af vandkraft fra Odense Å. Værket, der var den første industrivirksomhed på Fyn, blev ikke retableret.

## Familie
Anders Bille blev 14. december 1628 gift med Sophie, datter af Jacob Eriksen Rosenkrantz til Arreskov og hustru Pernille (Gyldenstierne). Hustruen overlevede Anders Bille med 10 år og døde 1667.

## Hæder
I Brobyværk har man opkaldt vejen Marsk Billes Vej efter ham, ligeledes er der opkaldt en vej i Fredericia efter ham der hedder Anders Billes Vej.

## Gravsted
Anders Bille ligger begravet under Haarby Kirke på Fyn.